# Armbrust

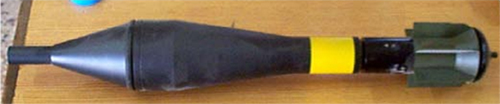
Son projectile

L'Armbrust (en langue allemande : Arbalète) est un lance-roquette portatif produit par la firme alors Ouest-allemande MBB conçu au début des années 1980 et fabriqué à partir de la fin des années 1980.

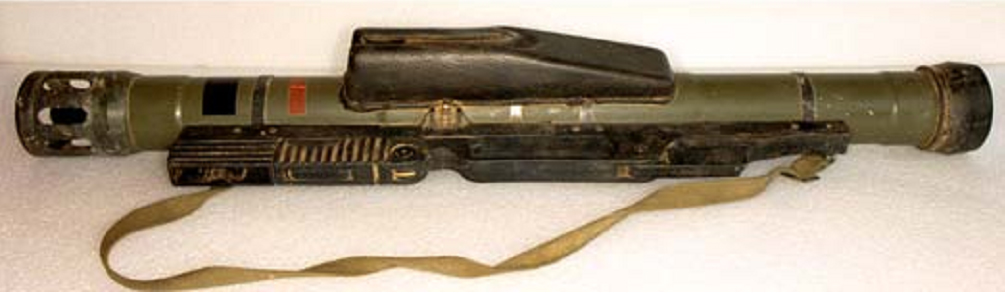
Le LR seul

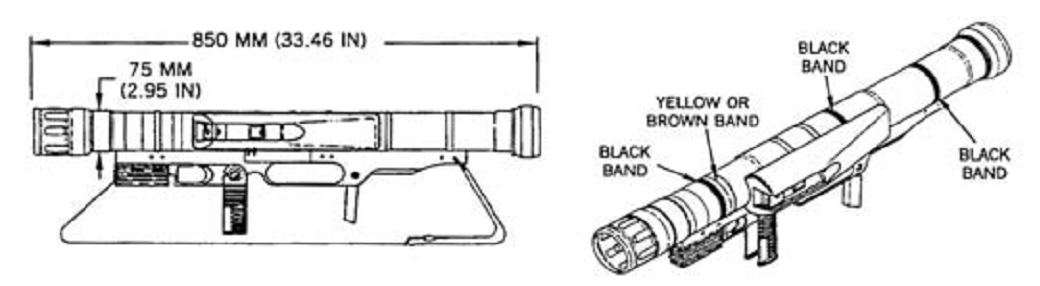
Son croquis

Il est destiné à être utilisable dans des pièces fermées ou l'intérieur de véhicules contrairement à la majorité de ses équivalents de l'époque.

## Fiche technique
- Calibre : 67 mm
- Longueur du lanceur : 850 mm
- Masse du lanceur : 6,3 kg
- Portée efficace : > 300 m
- Portée maximale : 1 500 m
- Pénétration : 300 mm de blindage

## Diffusion
Le MBB Armbrust est en service (2008) dans les Forces armées de la Belgique, du Cambodge, du Chili, de Croatie, d'Indonésie, des Philippines, de Singapour et de Slovénie. Une licence de fabrication fut vendue aux firmes STK et PRB. 
Son utilisation au combat eut lieu lors du conflit cambodgien par les Khmers rouges, durant la guerre civile angolaise par l'UNITA,,, des Guerres de Yougoslavie (Guerre de Slovénie puis Guerre de Croatie).
Il y a eu, au début des années 1980, un projet franco-allemand nommé AC300 Jupiter entre Luchaire et MBB pour adapter une ogive de calibre de 115 mm du missile Milan 2 sur le lanceur Armbrust. Il n'a pas donné lieu à une production en série.